# Muse (divinità)

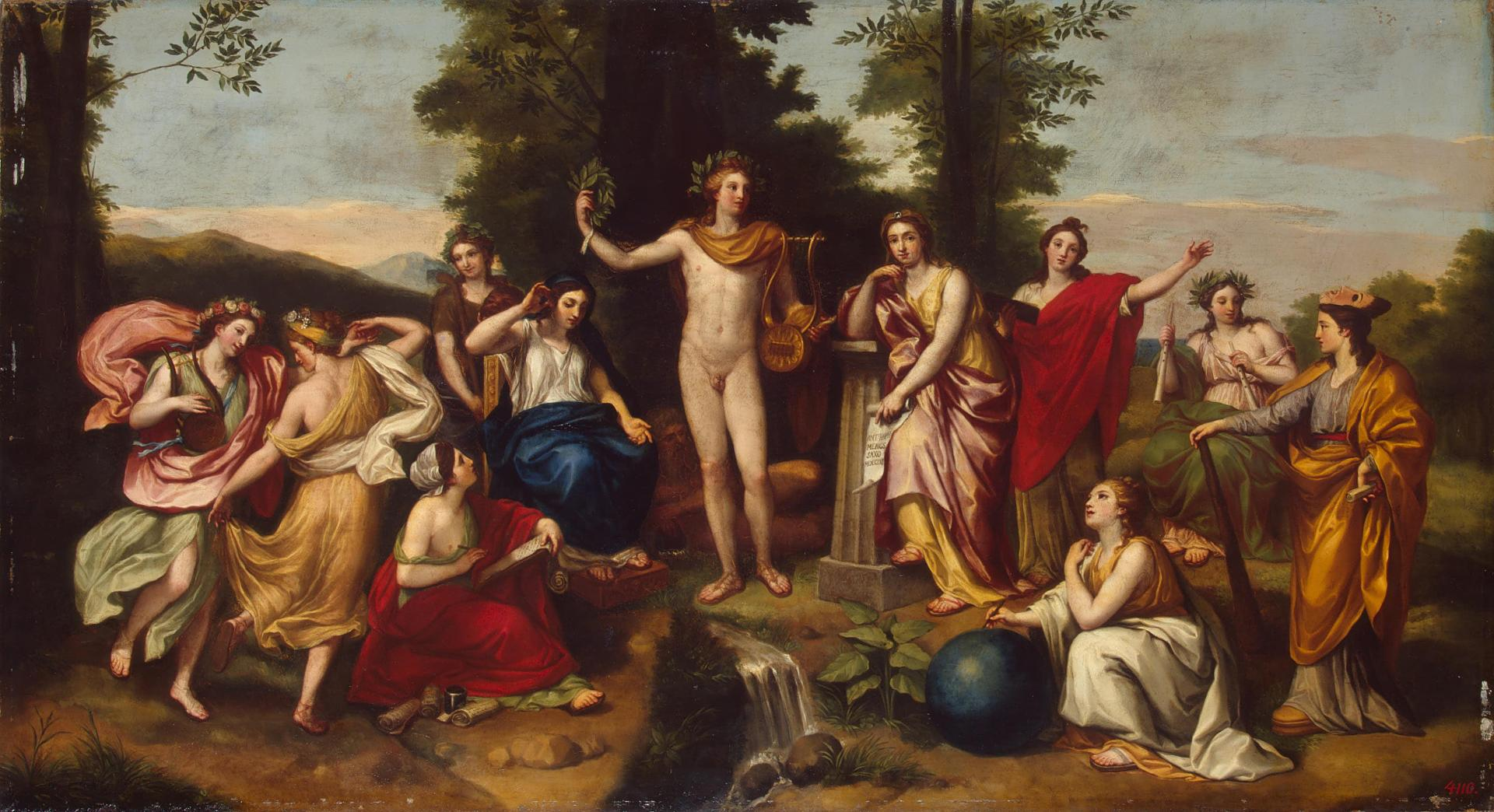
Anton Raphael Mengs, Parnaso, Museo dell'Ermitage

Le Muse (in greco antico: Μοῦσαι, -ῶν?; in latino Mūsae, -ārum) sono divinità femminili della religione greca. 
Erano nove sorelle, tutte figlie di Zeus e di Mnemosine (la "Memoria") e la loro guida era Apollo. L'importanza delle muse nella religione greca era elevata: esse rappresentavano l'ideale supremo dell'Arte, intesa come verità del "Tutto" ovvero l'«eterna magnificenza del divino».
In questo modo Walter Friedrich Otto ne elenca le caratteristiche:
(Walter Friedrich Otto. Theophania. Genova, Il Melangolo, 1996, pag.48)

## Nomi

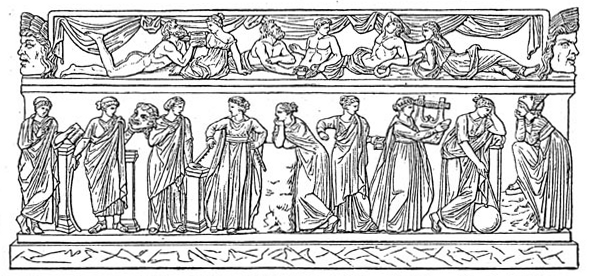
Clio, Talia, Erato, Euterpe, Polimnia, Calliope, Tersicore, Urania e Melpomene, sarcofago di marmo (Parigi, Louvre).

Erano dette anche "Eliconie", poiché la loro sede era il monte Elicona, e dato che questo monte si trova in Beozia, regione abitata dagli Aoni (Aonia), venivano anche chiamate "Aonie". 

A volte erano definite anche Aganippidi a causa del nome associato alla fonte Ippocrene, che si trova ad oggi in prossimità del monte Elicona, o "Pimplee", da una fonte a esse dedicata sul monte Pimpla, situato in Tessaglia. 

In Teocrito sono definite "Pieridi", poiché una tradizione collocava la loro nascita nella Pieria, in Macedonia.

### Etimologia
L'etimologia del nome trova discordanze negli studiosi, alcuni dei quali preferiscono non pronunciarsi. Se Crisippo fu uno dei primi a proporre un'origine lessicale del nome, la teoria più diffusa propende per la seguente interpretazione: «ninfe dei monti».
Il nome di Μοῦσαι (in eolico, Μοῖσαι, per compenso da Μόνσαι) potrebbe risalire, come "Mnen-" da cui deriva Mnemosine, alla radice μεν-μαν, con il significato di "coloro che meditano, che creano con la fantasia".

### I nomi delle Muse
Il tratto tipico delle Muse è quello di divinità del canto e delle danze gioconde, e in tale veste sono spesso rappresentate in poesia mentre mettono in musica e versi storie quali l'origine del mondo, la nascita degli dei e degli uomini, le imprese di Zeus. Nelle rappresentazioni più antiche, legate alla pittura vascolare, appaiono accompagnate dai vari strumenti.
Solo in secondo momento, oltre alla gioia della danza, del canto e della musica, vennero loro associate tutte le espressioni canore e musicali, comprese quelle tristi e funebri. A partire dall'epoca ellenistica si assiste dunque alla specializzazione di ciascuna musa nei vari generi, in modo che potessero essere invocate singolarmente per esercitare la loro ispirazione e protezione.
Secondo l'ordine reso canonico da Esiodo nel passo dalla Teogonia, incipit, 76-79, i loro nomi erano:
| Posizione | Immagine | Nome, con significato letterale             | Arte                                                                   | Attributi tradizionali                                            |
| --------- | -------- | ------------------------------------------- | ---------------------------------------------------------------------- | ----------------------------------------------------------------- |
| 1         |          | Clio, colei che rende celebre               | Storia, ovvero canto epico                                             | Pergamena in mano, spesso srotolata                               |
| 2         |          | Euterpe, colei che rallegra                 | Poesia lirica e musica                                                 | Flauto o tibie                                                    |
| 3         |          | Talia, colei che è festiva                  | Commedia                                                               | Maschera comica, ghirlanda d'edera e bastone                      |
| 4         |          | Melpomene, colei che canta                  | Tragedia                                                               | Maschera tragica, spada e bastone di Eracle                       |
| 5         |          | Tersicore, colei che si diletta nella danza | Lirica corale e danza                                                  | Lira                                                              |
| 6         |          | Erato, colei che provoca desiderio          | Poesia amorosa e del canto corale (poi anche la geometria e la mimica) | Rotolo o cetra                                                    |
| 7         |          | Polimnia, colei che ha molti inni           | Danza rituale e canto sacro, ovvero il mimo                            | Senza oggetti                                                     |
| 8         |          | Urania, colei che è celeste                 | Astronomia, l'epica didascalica e della geometria                      | Globo celeste, o bastone, o indice puntato al cielo               |
| 9         |          | Calliope, colei che ha una bella voce       | Poesia epica ed Elegia                                                 | Tavoletta ricoperta di cera e stilo, oppure rotolo nella sinistra |

Nel tempo le attribuzioni non furono mai fisse: a capriccio dei vari poeti si allargarono, includendo, oltre alla poesia, i campi della prosa e delle scienze: Clio dalla poesia epica divenne protettrice della Storia, Urania all'epica astronomica (legata cioè alla descrizione delle origini delle costellazioni) divenne sacra per l'Astronomia, e Talia all'agricoltura. Le Muse si avviarono così a proteggere ogni campo della sapienza umana e, in epoca più tarda, vegliavano sull'educazione fisica e spirituale degli esseri umani assieme ad alcuni dei, in particolare Ermete, Eracle e Atena.

## Origini

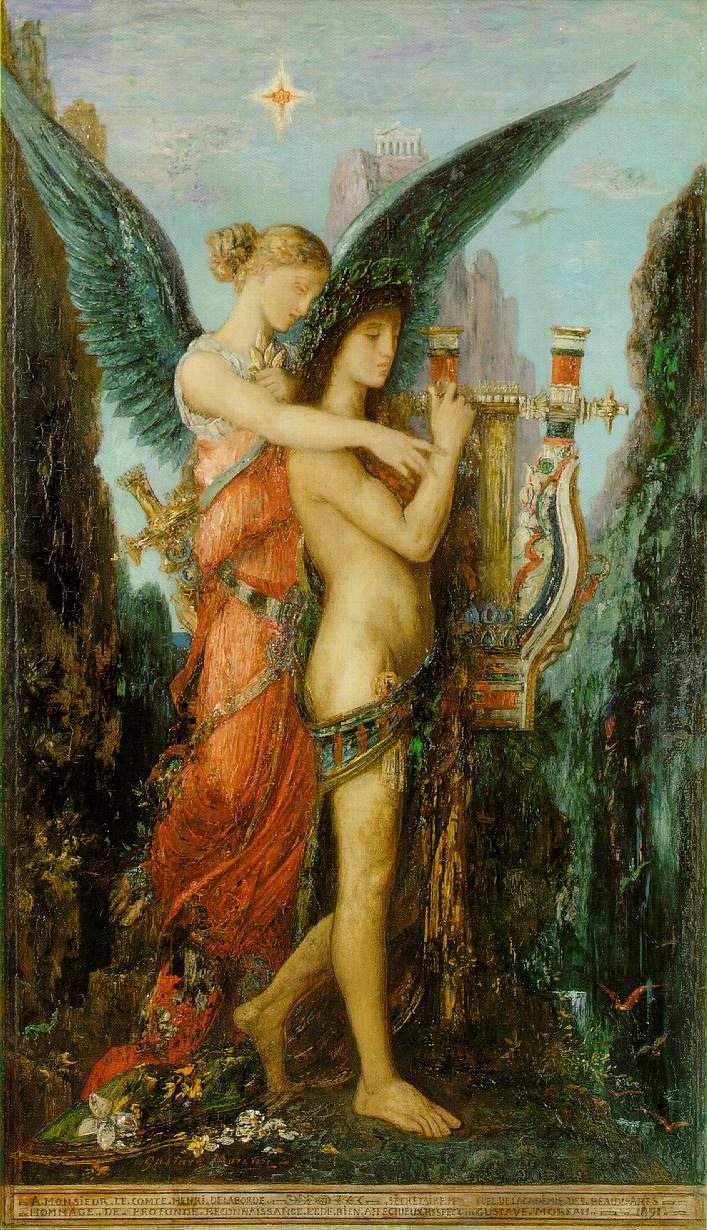
Esiodo e la Musa (1891) di Gustave Moreau (1826–1898), al Museo d'Orsay.

Esistono diverse tradizioni riguardo all'origine delle Muse.
Nell'Inno a Zeus di Pindaro, andato perduto ma ricostruibile per mezzo di una preghiera alle stesse redatta da Publio Elio Aristide, si racconta che in occasione del suo matrimonio Zeus domandò agli altri dèi di esprimere un loro desiderio non ancora esaudito. Questi gli risposero chiedendo di generare delle divinità «capaci di celebrare, attraverso la parola e la musica, le sue grandi imprese e tutto ciò che egli aveva stabilito.».
Secondo Pausania, Zeus generò in Mnemosine tre muse giacendo con lei per nove notti: Melete (la pratica), Mneme (il ricordo) e Aede (il canto), indicate con il nome di Mneiai.. Altri autori affermavano che fossero figlie di Urano e Gea, altri ancora vedevano Armonia, figlia di Afrodite quale loro progenitrice e Atene quale loro luogo natio.. Eumelo di Corinto cita altre tre muse, Cefiso, Apollonide e Boristenide, affermando che il loro padre fosse il divino Apollo.
Mimnermo fa riferimento a due generazioni di muse, figlie rispettivamente di Urano e Zeus.
Le tradizioni sono discordi anche riguardo al numero delle Muse. Tre muse venivano venerate anche a Sikyon e Delfi, con i nomi di Mese, Nete e Ìpate. Cicerone narra di quattro muse: (Telsinoe, Melete, Aede, Arche), sette (le sette muse erano venerate a Lesbo), otto secondo Cratete di Mallo o infine nove. Il numero di nove finì per prevalere in quanto citato da Omero ed Esiodo. Quest'ultimo le enumera nella sua Teogonia, ma senza specificare di quale arte siano le protettrici:
Clio e Euterpe e Talia e Melpomene,

Tersicore e Erato e Polimnia e Urania,

e Calliope, che è la più illustre di tutte.»
(Esiodo, Teogonia, incipit, 76-79)
Le Muse sono spesso collegate al personaggio mitologico di Pierio, eponimo della Pieria. Pierio e la ninfa Antiope sono presentati come genitori alternativamente delle sette muse o di nove fanciulle che, sconfitte dalle Muse in una gara, vennero trasformate in uccelli. Da Pierio prende il nome la Pieria, regione macedone ai piedi del monte Olimpo in cui Esiodo colloca l'unione tra Zeus e Mnemosyne. Alcuni poeti (di cui possediamo le fonti) collocano nella Pieria anche la dimora delle Muse, mentre Esiodo le pone sul monte Elicona, in Beozia, dove erano particolarmente venerate. Secondo Wilamowitz si tratta di due tradizioni distinte.

## Mitografia

### Il canto delle Muse

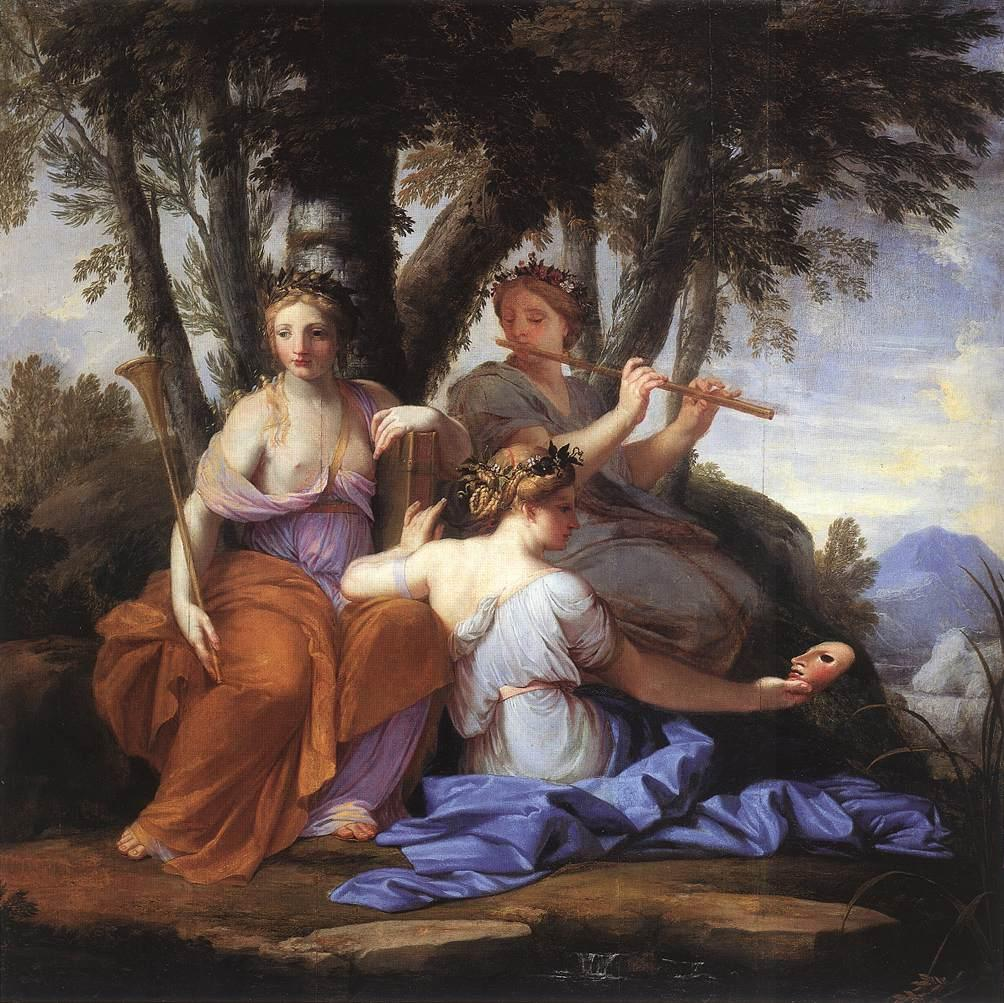
Clio, Euterpe e Talia, olio su tela di Eustache Le Sueur (1616–1655).

Apollo era il loro protettore, quindi venivano invitate alle feste degli dèi e degli eroi perché allietassero i convitati con canti e danze, spesso cantando insieme. Spesso omaggiavano Zeus, loro padre, cantandone le imprese. Le Muse erano considerate anche le depositarie della memoria (Mnemosine era la dea della memoria e secondo altre fonti anche quella del canto e della danza) e del sapere in quanto figlie di Zeus. Il loro culto fu assai diffuso fra i Pitagorici.
Nel canto, inteso come racconto storico musicato, le Muse erano superiori a qualsiasi umano poiché conoscevano alla perfezione non solo il passato e il presente, ma anche il futuro. Il loro canto più antico fu quello rivolto alla vittoria degli dei contro la rivolta dei titani Allietavano ogni festa con il loro canto, si ricordano di loro nel caso delle nozze di Cadmo e Armonia e Teti e Peleo. e si lamentarono per la perdita del prode Achille per diciassette giorni e diciassette notti.

### Pireneo
La loro magnificenza incantò Pireneo, che, dopo aver conquistato la Daulide e parte della Focide, morì al loro inseguimento Fu Apollo a convincerle ad abbandonare la loro antica dimora, il monte Elicona portandole a Delfi, da tale affinità l'epiteto del dio Musagete. Altre divinità a loro collegate erano Ermes e Dioniso.

### Le sfide alle Muse: le sirene, le Pieridi, Tamiri
Le Muse sono "preposte all'Arte in ogni campo" e chiunque osasse sfidarle veniva punito in maniera severa: Le sirene furono private delle proprie ali, utilizzate poi dalle stesse Muse per farsene delle corone. Le Pieridi, nove come le muse, le sfidarono al canto, chiedendo in caso di vittoria le fonti sacre alle avversarie ; dopo la prova delle Pieridi fu Calliope a partecipare per le Muse e dopo un lungo canto vinse e le donne vennero tramutate in uccelli.

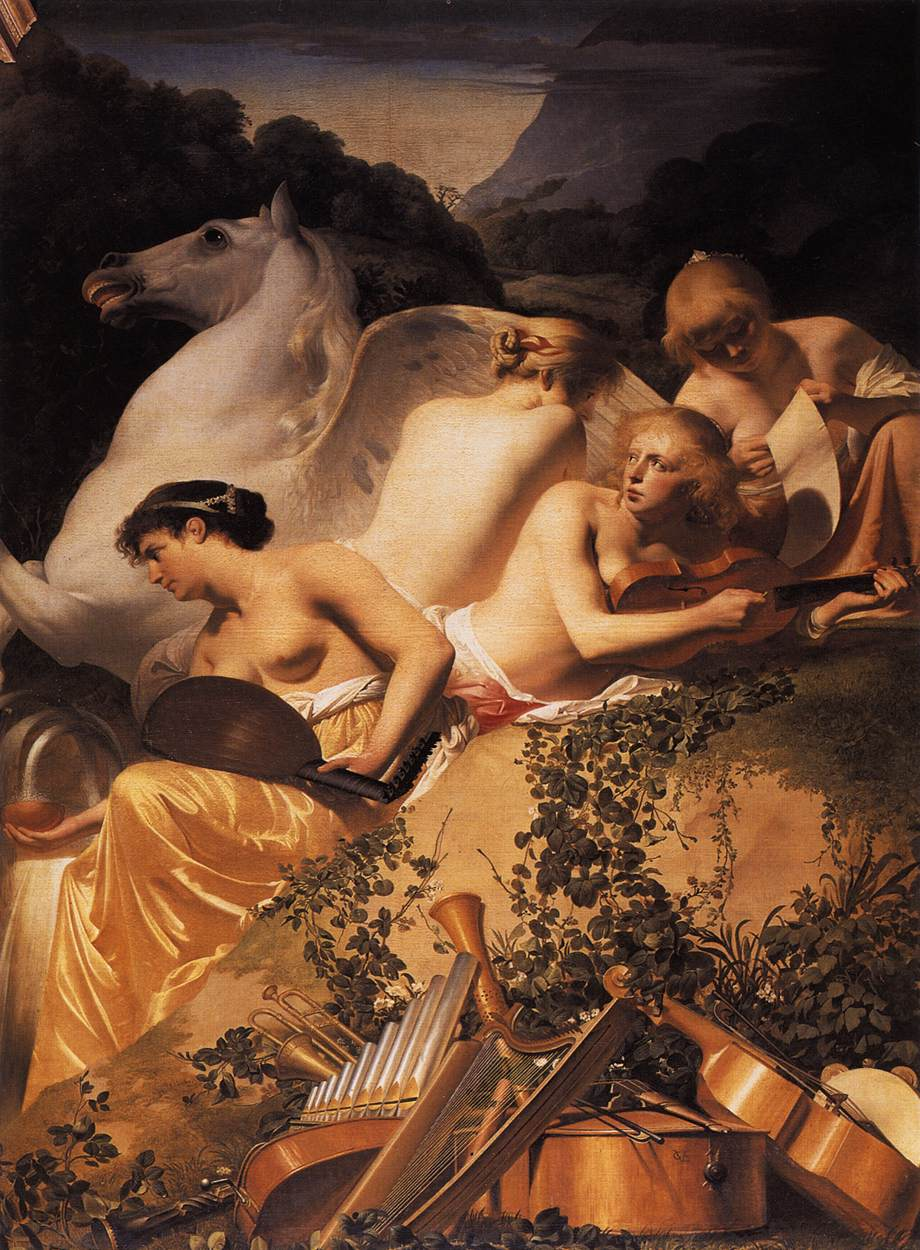
Quattro Muse e Pegaso sul Parnaso di Caesar van Everdingen (1616/1617–1678), L'Aia, olio su tela, circa 1650.

 L'aedo Tamiri, proveniente da Ecalia, si vantava della sua abilità nel canto e le sfidò a Dorio ponendo la condizione che in caso di sua vittoria avrebbe fatto l'amore con tutte loro, mentre se avesse perso loro avrebbero potuto disporre del suo corpo come meglio credevano. La gara si concluse con la sconfitta di Tamiri, che fu privato della vista, della memoria e dell'abilità del canto. Di differente avviso Euripide che narra di gravi ingiurie alle Muse fatte da Tamiri e per questo punito con la cecità.

### La Sfinge
Le Muse erano coloro che avevano insegnato alla Sfinge, il mostro generato da Echidna avuto da Tifone, il famoso indovinello che proponeva ai Tebani che passavano per il monte Fichio.

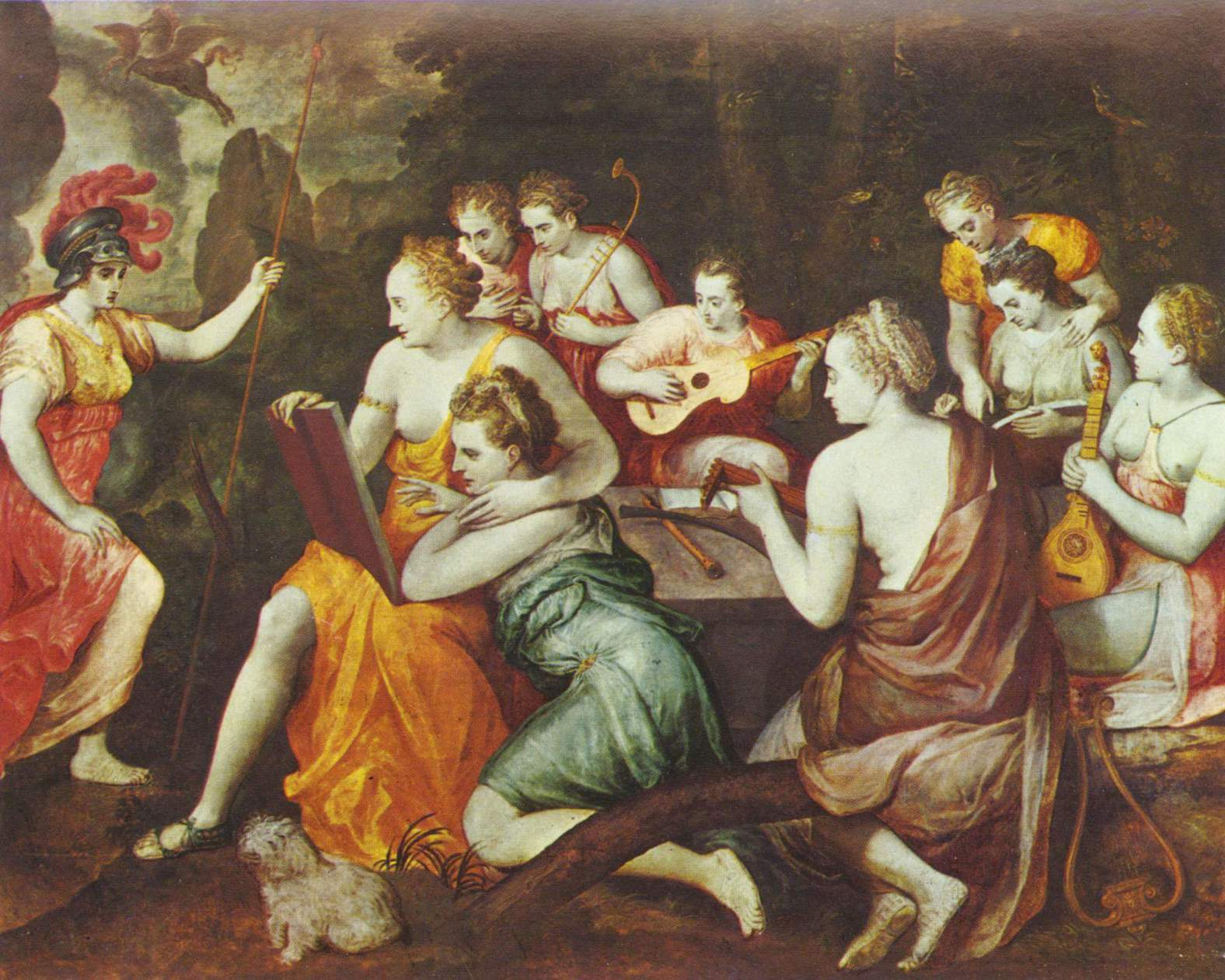
Atena dialoga con le Muse, c. 1560 Frans Floris (1519/1520–1570), olio su tela.

### Le Muse e Aristeo
Aristeo, figlio di Apollo e della ninfa Cirene, venne accudito dalle Muse che gli offrirono in sposa Autonoe, da cui ebbe due figli, Atteone e Macride. Le Muse furono benevole con lui, gli insegnarono i principi delle arti mediche, della guarigione e la capacità di fare profezie, in cambio Aristeo badava alle loro greggi che faceva pascolare nella pianura atamanzia di Ftia. Egli si innamorò di Euridice, poi sposa di Orfeo, che era figlio di una delle Muse.

### I semidei figli delle Muse
Quando il prode Orfeo, figlio di Calliope e del sovrano tracio Eagro, venne fatto a pezzi e gettato in mare, furono le Muse a raccogliere le membra sparse: esse decisero di seppellirlo a Libetra, luogo vicino alle pendici del monte Olimpo.
Era figlio di una delle Muse anche Reso, il giovane e bellissimo re di Tracia che andò in difesa di Troia assediata dagli Achei: le fonti non concordano su quale delle nove fosse la madre.

### La sfida tra Apollo e Marsia
Le Muse appaiono in occasione della sfida fatta ad Apollo lanciata dal satiro Marsia. che possedeva un aulos (strumento ad ancia a doppia canna creato da Atena) trovato per caso, con cui poteva suonare melodie al pari dell'abilità della lira della divinità. Sicuro della vittoria volle sfidare il dio e si decise che fossero le Muse i loro giudici.
Dopo aver assistito a entrambe le esibizioni le Muse non seppero assegnare la vittoria a nessuno dei contendenti, allora Apollo, per continuare la gara, decise di girare lo strumento, per poi suonarlo mentre si esibiva anche nel canto; tale impresa era impossibile a chi deteneva come strumento il flauto e quindi le Muse decisero che la vittoria fosse del Dio.

## Culto

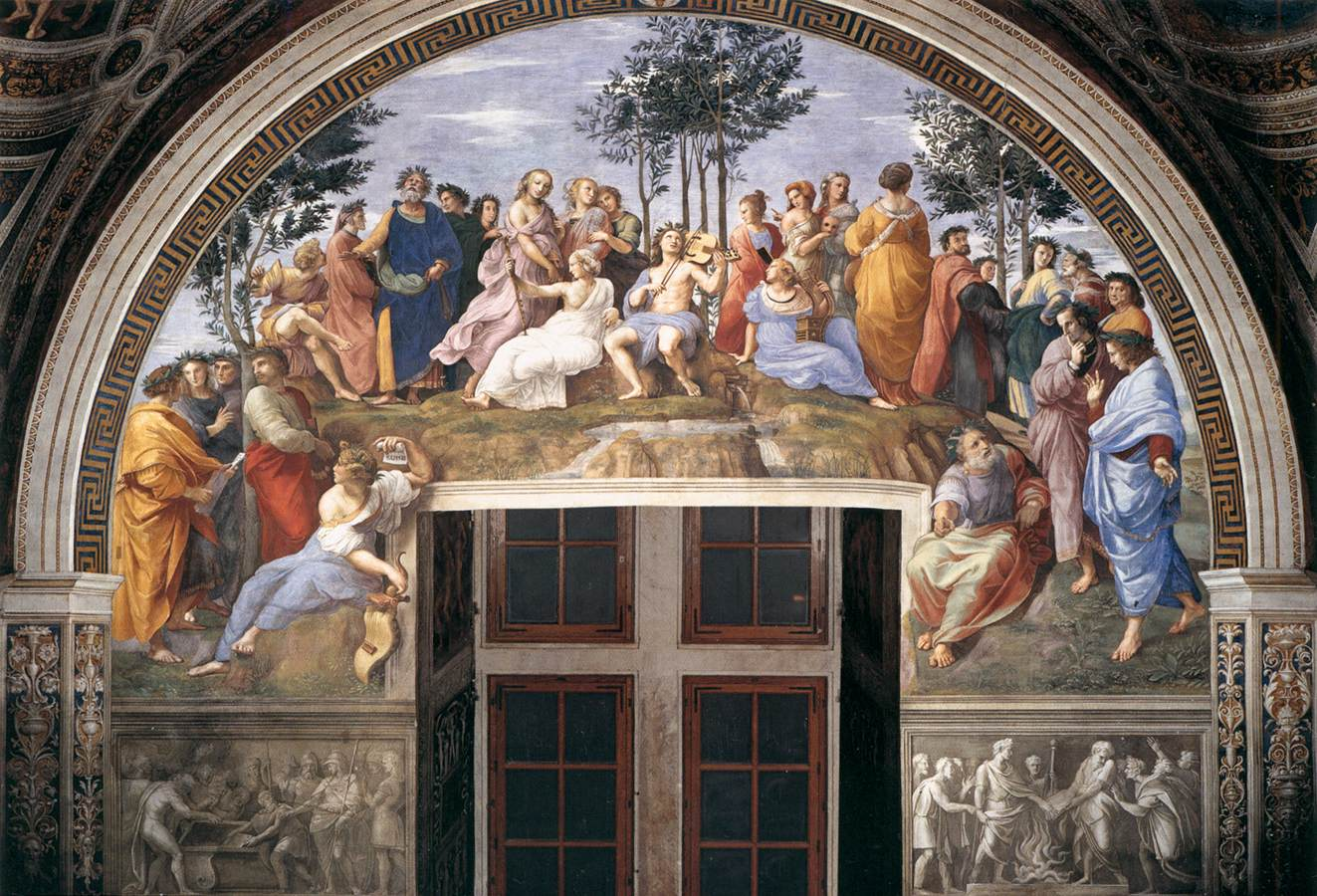
Il Parnaso, affresco datato 1510-1511, situato nella Stanza della Segnatura, una delle quattro Stanze Vaticane. Raffaello Sanzio (1483–1520).

Le Muse, inizialmente, erano venerate come ninfe delle sorgenti, come personificazioni cioè delle acque che sgorgano da sottoterra o dalle pendici montane.
La venerazione per le muse era originaria della Tracia e della Pieria, successivamente si diffuse in Beozia, dove si trova il monte Elicona, luogo a loro consacrato, assieme al Monte Olimpo. Sulle pendici orientali di quest'ultimo, in Pieria appunto, si indicavano presso la città di Dio le località di Libetra e Pimplea come patria delle Muse (e parimenti di Orfeo, che assieme a Dioniso ebbe sempre uno speciale legame con le Muse), luoghi che avevano ricevuto il loro nome tradizionalmente proprio da fonti sorgive. In queste zone i sovrani macedoni, con speciale solennità da Alessandro Magno in poi, celebravano in onore di Zeus e delle Muse le feste Olimpie, che duravano nove giorni.
Molti erano i luoghi sacri alle Muse: la sorgente di Aganippe e la fonte di Ippocrene, creata per loro dal cavallo Pegaso battendo gli zoccoli a terra (da cui il nome), entrambe nel bosco sacro dell'Elicona.
Altri luoghi erano il monte Parnaso, la fonte Castalia posta a Delfi e lo stesso Olimpo. Luoghi in cui si espanse il loro culto erano Ascra (Beozia), Sicione e Lesbo, in seguito il loro culto si diffuse in tutto il mondo greco, giunse anche nell'Antica Roma. Benché non fossero oggetto di vera e propria devozione, erano comunque considerate come protettrici delle arti; qui vennero considerate parallelamente alle Camene.
I sacrifici a loro dedicati prevedevano l'uso di acqua, latte e miele. Si racconta che i primi a onorare le muse dell'Elicona fossero i gemelli Efialte e Oto. A Trezene venne fondato un santuario da Ardalo, figlio di Efesto, qui svolse la sua attività Pitteo. Il culto delle Muse nell'Elicona fiorì specialmente in epoca ellenistica e romana, con la costruzione di monumenti di vario genere in onore di vari gruppi di Muse, che presero il nome di "musei" (Μουσεία) e che col tempo si diffusero in tutto il mondo greco-romano.
Si conoscono diversi luoghi dove sorgevano altari a loro dedicati come l'Ilisso e fuori all'Accademia
Spesso le Muse erano venerate in combinazione col dio Dioniso, oltre che con Apollo. Il legame col dio del vino appare per la prima volta nel mito di Orcomeno, dove il dio ferito trova rifugio e protezione presso le fonti delle Muse. Esse inoltre, attraverso gli spettacoli e la contemplazione delle bellezze della natura, donavano entusiasmo, proprio come quello al centro dei culti mistici dionisiaci. Per questo compaiono talvolta invocazioni a un Dioniso "Musagete". Tale epiteto, solo successivamente, lo si trova associato anche ad Apollo, quale dio che guida il coro delle Muse e che canta, suona e danza con loro per allietare i banchetti degli dei dell'Olimpo.
Come accennato, i Romani non ebbero un vero e proprio culto delle Muse, intese come divinità. Furono tuttavia conosciute e invocate dai poeti, che le identificarono con le Camene.

## Iconografia

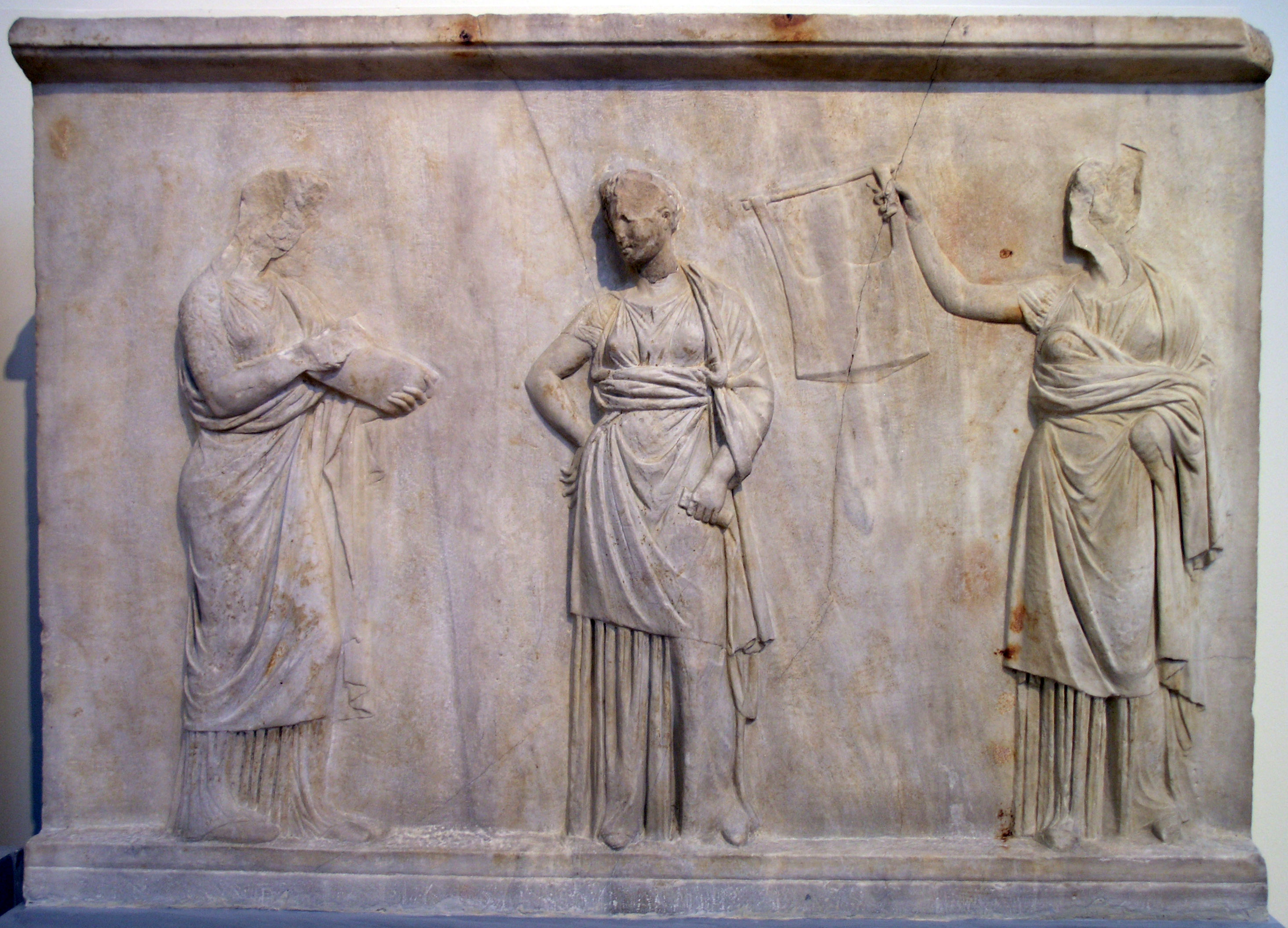
Scuola di Prassitele, base da Mantinea (Atene, Museo Archeologico).

Le Muse sono oggetto di grande devozione in tutti i campi dell'arte, ma dal punto di vista iconografico se ne conoscono esempi dal mondo greco arcaico fino a oggi. Sono ricordate da Pausania come rappresentate sulla cista di Cipselo, e altri le descrivono tra i rilievi che decoravano lo scudo di Ercole.

### Grecia arcaica e classica
La loro rappresentazione più antica che ci sia pervenuta è il cratere di Clizia e Ergotimo, detto vaso François, del 550 a.C. circa, dove sono allineate, in uno schema ancora primitivo, coi rispettivi nomi mentre seguono, in gruppi di tre, il corteggio degli dei che si reca ad assistere alle nozze di Peleo e Teti. A parte questo illustre caso, nella ceramica a figure nere non si conoscono altri esempi, anche perché talvolta possono essere state rappresentate con attributi così generici da non permettere una chiara distinzione dalle ninfe o da altri personaggi mitici.
Ben più frequente è la loro rappresentazione nella ceramica a figure rosse, dove appaiono - spesso accompagnate dal nome - in vari episodi mitologici, vicine ad Apollo, a Marsia, a Tamiri e a Museo. In queste rappresentazioni variano spesso sia nel numero che negli attributi, ora con strumenti musicali, ora con rotoli, ora accennanti un passo di danza.
In scultura le Muse fanno la loro comparsa su scala monumentale entro il VI secolo a.C., sebbene gli esempi più antichi ci siano noti solo attraverso citazioni letterarie. Bisogna attendere il IV secolo a.C. perché gli scavi archeologici ci restituiscano qualche rappresentazioni, in particolare la base di Mantinea attribuita a Prassitele, e oggi conservata al Museo Archeologico Nazionale di Atene. Citata forse da Pausania come possibile base di un gruppo statuario con Latona, Apollo e Artemide, mostra su tre lati sono rappresentate la contesa tra Apollo e Marsia e due gruppi di tre figure vestite con chitone e in piedi, identificabili con le Muse. La prima, a sinistra, tiene un rotolo spiegato nelle mani, in atto di leggere, la seconda un rotolo chiuso, la terza solleva ostentatamente la cetra, la quarta (prima a destra) con le tibie, la quinta senza attributi visibili mentre si chiude strettamente il manto, la sesta, unica seduta, regge in grembo, con uno strumento a corde.

### Ellenismo
Durante l'ellenismo i monumenti dedicati alle Muse si fanno, dal punto di vista archeologico, più numerosi e completi. Il rilievo votivo di Archelao di Priene (al British Museum) mostra l'apoteosi di Omero ed è riferibile circa al 150 a.C. Su due fasce intermedie sono riprodotte le nove Muse al completo sotto Zeus e Mnemosine, e assieme ad Apollo. Meglio definiti sono gli attributi delle singole figure, che oltretutto assumono ormai degli atteggiamenti caratteristici, per meglio contraddistinguerle. Per la prima volta compare il globo associato a Urania, e la musa tutta avvolta nel manto, col gomito appoggiato a un pilastro, sembra già essere l'iconografia tipica di Polimnia.
Dalla fine del II secolo a.C. la rappresentazione delle muse diventa frequente in tutti i campi della produzione artistica, dal rilievo alla statuaria, dalla pittura murale al mosaico, dalla glittica alla numismatica e alla produzione ceramica.
Per quanto riguarda la statuaria si conoscono numerosi esempi sparsi in molti musei, sebbene non siano sempre di facile riconoscimento a causa della perdita degli attributi o di restauri malintesi. La serie "eliconia" è dovuta allo scultore Cefisodoto, alla quale seguì quella "Tespiade" di Prassitele e quella di Megara di Lisippo. Siamo a conoscenza tramite le fonti letterarie anche di una serie statuaria di Ambracia, che nel 187 a.C. Fulvio Nobiliore fece trasferire a Roma e collocare nel tempio di Ercole, mentre nel tempio di Apollo presso il portico di Ottavia era presente un gruppo delle Muse scolpite da Filisco di Rodi.

### Mondo romano

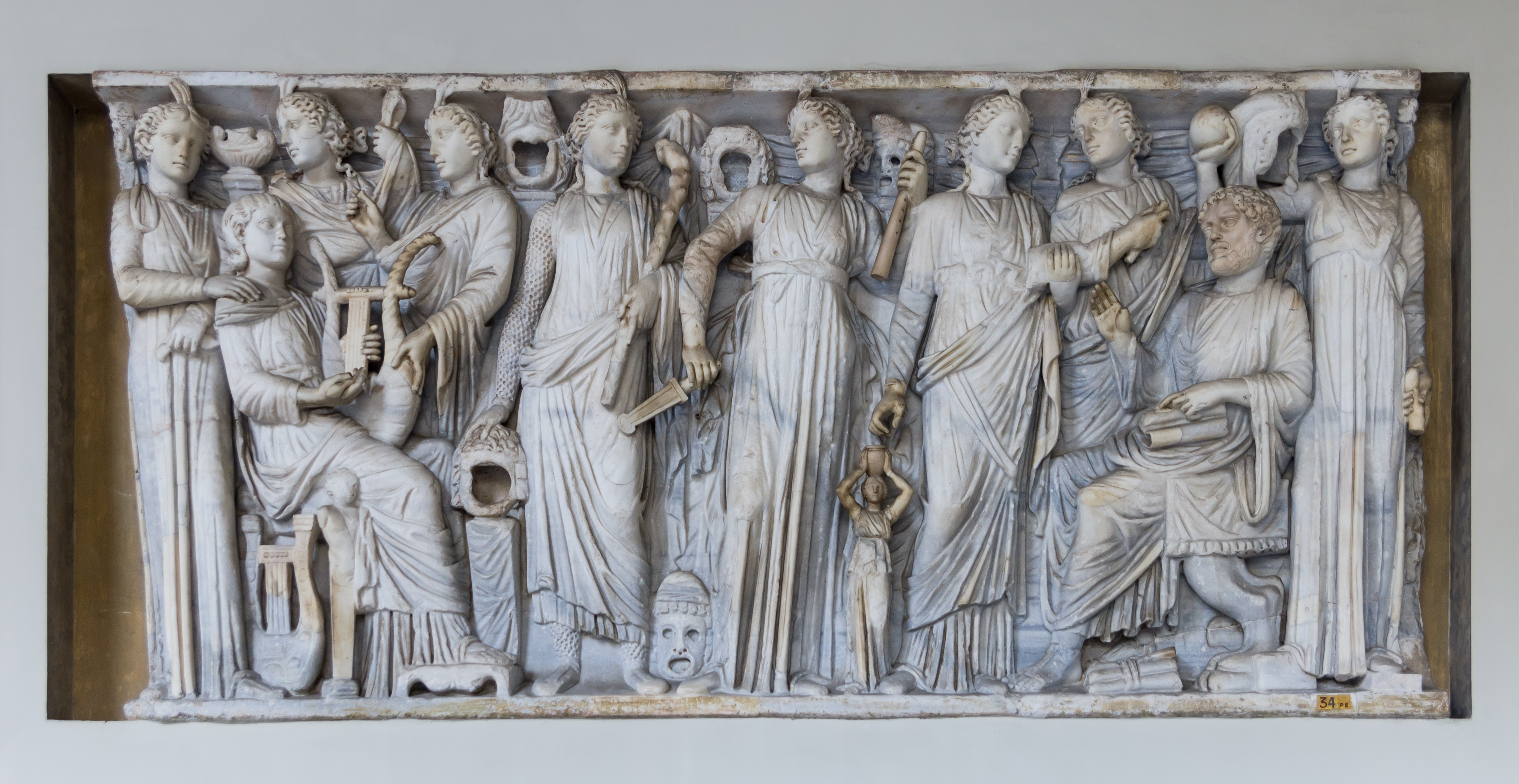
Sarcofago delle Muse, Museo Pio-Clementino

Le Muse divennero un soggetto estremamente frequente, in particolare, su rilievi e sarcofagi nel mondo romano.
Il sarcofago più antico conosciuto con tale rappresentazione è forse quello Chigi conservato nella villa di Cetinale nei dintorni di Siena, opera forse importata dalla Grecia, riferibile al IV secolo. Altamente noto e rappresentativo è poi il sarcofago Mattei al Museo nazionale romano di palazzo Massimo, pure del IV secolo, dove le Muse, accuratamente definite nei singoli attributi, sono raffigurate sotto nicchie.
Si trovano le Muse su affreschi (tra gli altri a Pompei, da Moregine), e su mosaici (ai Musei Vaticani, al Museo nazionale del Bardo di Tunisi, al palazzo dei Cavalieri di Rodi, ecc.).
A partire dagli illustri precedente greci presenti in alcuni templi di Roma, gli scultori dell'età imperiale realizzarono interi gruppi statuari per abbellire teatri, edifici pubblici in genere, e ville. Alcuni di questi gruppi ci sono pervenuti in maniera più o meno frammentaria, tra i quali quello nella Sala delle Muse dei Musei Vaticani (otto Muse e apollo Musagete), un secondo gruppo di otto muse senza Apollo, un terzo a Madrid (otto figure), un quarto al Museo archeologico nazionale di Napoli, dal teatro di Ercolano.
Tra le pitture spicca quella al Louvre proveniente da Ercolano, in cui le figure sono isolate e collocate su mensole dipinte, in evidente ispirazione alla statuaria. Anche a Pompei le Muse fanno parte del repertorio decorativo degli affreschi nelle case private, in una notevole varietà di pose e atteggiamenti, a confermare come la loro rappresentazione non fosse qualcosa di rigidamente schematico.

### Arte post-classica

Parnaso, Andrea Mantegna, 1497, Museo del Louvre

Il tema ebbe un revival a partire dal Rinascimento: famosi sono il Parnaso che Andrea Mantegna realizzò nel 1497 per lo studiolo di Isabella d'Este e quello di Raffaello nella Stanza della Segnatura. Molto copiata fu anche la Danza delle Muse di Baldassarre Peruzzi, oggi nella Galleria Palatina a Firenze.
Tema aulico per eccellenza, quello delle Muse fu rappresentato dai classicisti emiliani e romani nel Seicento, e, frequentemente, nel periodo neoclassico. In tempi più moderni Giorgio De Chirico dipinse Le Muse inquietanti (1918).

## Nella letteratura

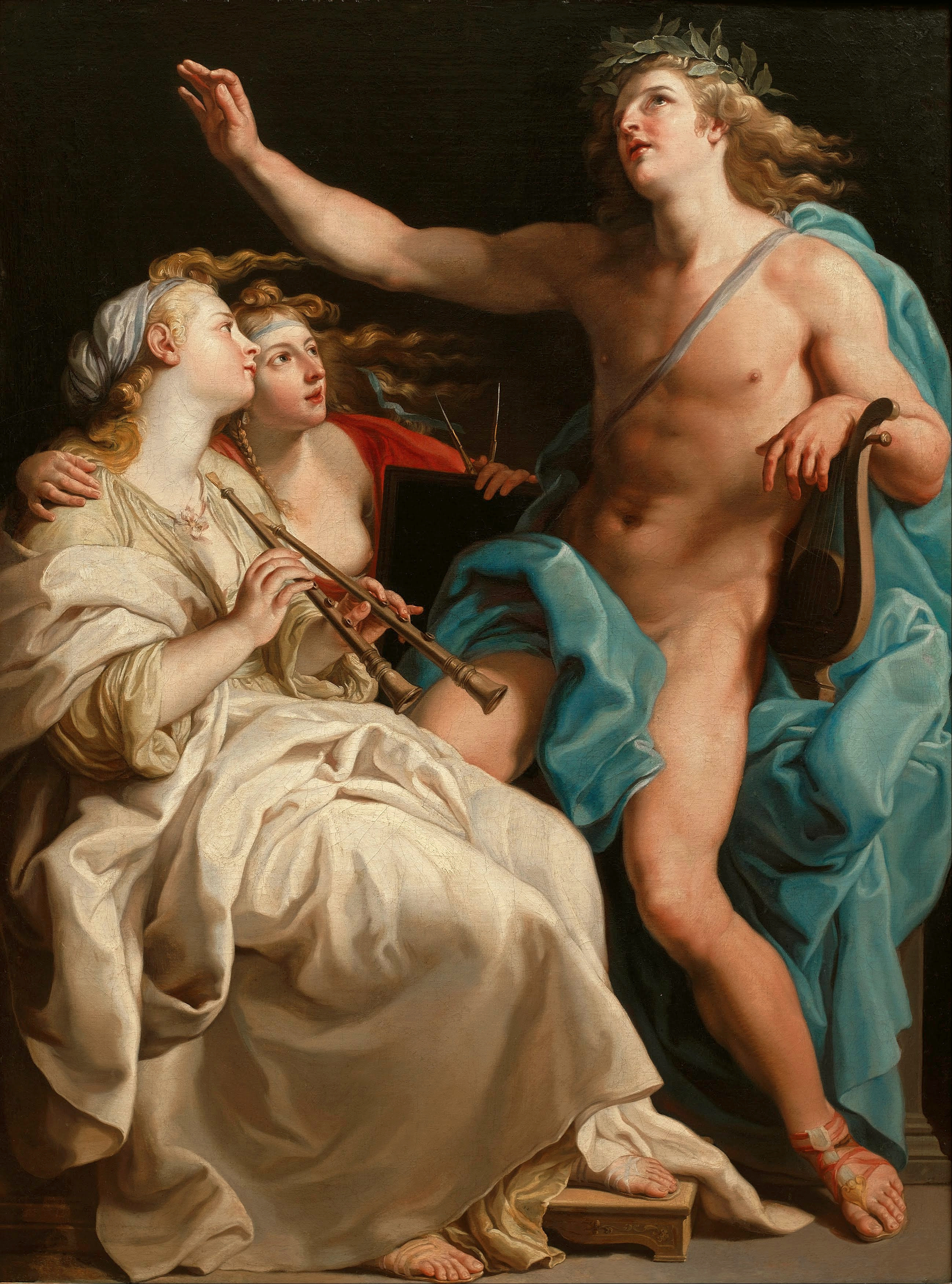
Pompeo Batoni, Apollo istruisce le Muse Euterpe e Urania, ca. 1741, Varsavia, Museo Nazionale

Il concetto di musa può essere visto al pari della memoria, sono delle nozioni che conferiscono al poeta dell'antica Grecia potenza nelle parole, donando ad esse una maggiore efficacia, diventando così depositario della verità. La loro invocazione serve all'autore per evocare eventi del passato.
Molti autori celebri, ispirandosi ad Omero, le citano nei proemi delle loro opere come Dante Alighieri e William Shakespeare, come già fu nei celebri proemi dell'Iliade e dell'Odissea.
Nella narrativa contemporanea sono le protagoniste di Muses, romanzo di genere fantastico di Francesco Falconi, ambientato ai giorni nostri, dove le nove muse si sono evolute nel corso dei secoli adattando le loro arti alla società.

## Nella cultura di massa
- Il coreografo George Balanchine nel 1928 creò il balletto Apollon musagète su musiche di Igor' Fëdorovič Stravinskij, dove Apollo istruisce e conduce le Muse Calliope, Polimnia e Tersicore fino al Monte Parnasso.
- Nel numero 17 della serie Vertigo Sandman di Neil Gaiman, lo scrittore Richard Madoc imprigiona Calliope per avere l'ispirazione continua per nuove storie.
- Le muse appaiono anche nel film d’animazione Disney Hercules.
- Le muse sono protagoniste di The Author, opera scritta e disegnata dal fumettista italiano Luigi Cecchi (in arte Bigio).

### Fonti
- Esiodo, Teogonia.
- Omero, Iliade.
- Pausania il Periegeta, Periegesi della Grecia.
- Pseudo-Apollodoro, Biblioteca.

### Moderna
- Anna Ferrari, Dizionario di mitologia, Milano, UTET, 2006, ISBN 88-02-07481-X.
- Robert Graves, I miti greci, 6ª ed., Milano, Longanesi, 1990, ISBN 88-304-0923-5.
- Pierre Grimal, Enciclopedia della mitologia, traduzione di Pier Antonio Borgheggiani, 2ª ed., Brescia, Garzanti, 2005, ISBN 88-11-50482-1.